# Escutigeromorfs
Els escutigeromorfs (Scutigeromorpha) són un ordre de miriàpodes de la classe dels quilòpodes. Tenen les potes i les antenes molt llargues i primes. Algunes espècies, com Scutigera coleoptrata, tenen tendència a viure en habitatges humans i són inofensives.

## Característiques
Tenen un parell de forcípules verinosos a prop de la boca. Les antenes són molt llargues i primes, i estan formades per nombrosos artells petits. Els ulls compostos estan formats per l'aglomeració de nombrosos ulls simples. El tronc posseeix 15 segments proveïts de llargues potes, però a la part dorsal només s'aprecien set tergites, cadascunes de les quals posseeix un estigma (porus respiratori de sistema traqueal) mitjà, imparell i dorsal.

## Història natural
Els escutigeromorfs són depredadors nocturns que cacen i s'alimenten de petits animals, sobretot altres artròpodes. És notable la seva habilitat per caçar mosques i mosquits, gràcies a la seva gran agilitat i rapidesa de moviments. Són lucífugs (defugen la llum) i higròfils (necessiten humitat). Si se senten amenaçats poden deixar anar alguna pota per fugir.

## Taxonomia
Els escutigeromorfs inclouen 56 espècies en tres families:
- Família Scutigeridae - Distribuïda por tot el mon, excepte les regions polars. Als Països Catalans hi viu una única espècie, Scutigera coleoptrata.[4]
- Família Scutigerinidae - Sud-àfrica i Madagascar.
- Família Pselliodidae - Centre i Sud-amèrica, Àfrica tropical.